# Georgia Stanway
Georgia Stanway (født 3. januar 1999) er en kvindelig engelsk fodboldspiller, der spiller angreb for tyske FC Bayern München i Frauen-Bundesliga og Englands kvindefodboldlandshold.
Den 27. maj 2021 blev det annonceret, at Stanway var en af de fem angribere i OL-truppen for Storbritanniens olympiske hold ved Sommer-OL 2020 i Tokyo.
Hun officielt landsholdsdebut den 8. november 2018, mod Østrig.

## Landsholdsstatistik
Oversigten er opdateret til og med kamp spillet 3. september 2019.
| Nr. | Dato              | Sted                                 | Modstander | Score | Resultat | Turnering    | Ref.  |
| --- | ----------------- | ------------------------------------ | ---------- | ----- | -------- | ------------ | ----- |
| 1   | 8. november 2018  | BSFZ-Arena, Maria Enzersdorf, Østrig | Østrig     | 2–0   | 3–0      | Venskabskamp |       |
| 2   | 3. september 2019 | Brann Stadion, Bergen, Norge         | Norge      | 1–0   | 1–2      | Venskabskamp | [ 5 ] |

## Meritter

### Klub
Manchester City
- FA Women's Super League: 2016
- FA Women's Cup: 2016-17, 2018-19, 2019-20
- FA Women's League Cup: 2016, 2018-19

England U/20
- U/20-VM i fodbold for kvinder fjerdeplads: 2018[6]
- SheBelieves Cup: 2019[7]